# Särkänsaari (ö i Södra Savolax, S:t Michel, lat 61,74, long 27,09)
Särkänsaari är en ö i Finland. Den ligger i sjön Korpijärvi och Verijärvi och i kommunen Sankt Michel i den ekonomiska regionen  S:t Michel och landskapet Södra Savolax, i den södra delen av landet, 210 km nordost om huvudstaden Helsingfors. Öns area är 1,6 hektar och dess största längd är 250 meter i nord-sydlig riktning.